# Summa cum laude
Summa cum laude er det latinske udtryk for den højeste udmærkelse i forbindelse med afslutning af højere uddannelser og bruges ofte på engelske og amerikanske universiteter.
Der findes latinske udtryk som tilkendegiver kvalitet og niveau af et gennemført studium. På universiteterne anvendes tre udtryk, som her angives i stigende orden:
- cum laude – med ros
- magna cum laude – med stor ros
- summa cum laude – med største ros

Betegnelserne har samme rod som dem, der blev brugt som karakterer i Danmark i perioden 1788-1805.
I Danmark blev betegnelsen Cum Laude på ny indført, indtil marts 2013, efter en række eliteuddannelser ved Aalborg Universitet. Hvis en elitestuderende opnår et karaktergennemsnit på 10 eller derover på en elitekandidatuddannelse, kommer et Cum Laude til kandidatgraden. Det var ikke muligt at få større ros i det danske system.